# Xinxilla
Les xinxilles (Chinchilla) són petits rosegadors nocturns de mida mitjana que pertanyen a la família dels xinxíl·lids i són parents propers de les viscatxes. Són originàries de la serralada dels Andes, a Sud-amèrica. El gènere Chinchilla agrupa dues espècies salvatges i una varietat domèstica sorgida de l'encreuament de les salvatges. Les xinxilles salvatges estan en perill d'extinció, en part a causa de la caça il·legal que se'n fa malgrat la implementació de mesures de protecció.

## Etimologia
El nom «xinxilla» té diversos orígens possibles. Un d'ells derivaria del nom d'una tribu ameríndia dels Andes, els chinches, i significaria literalment 'petit chincha'. Un altre provindria de l'ètim chinche, 'animal pudent' (probablement per la pudor intensa que fa quan se l'espanta).

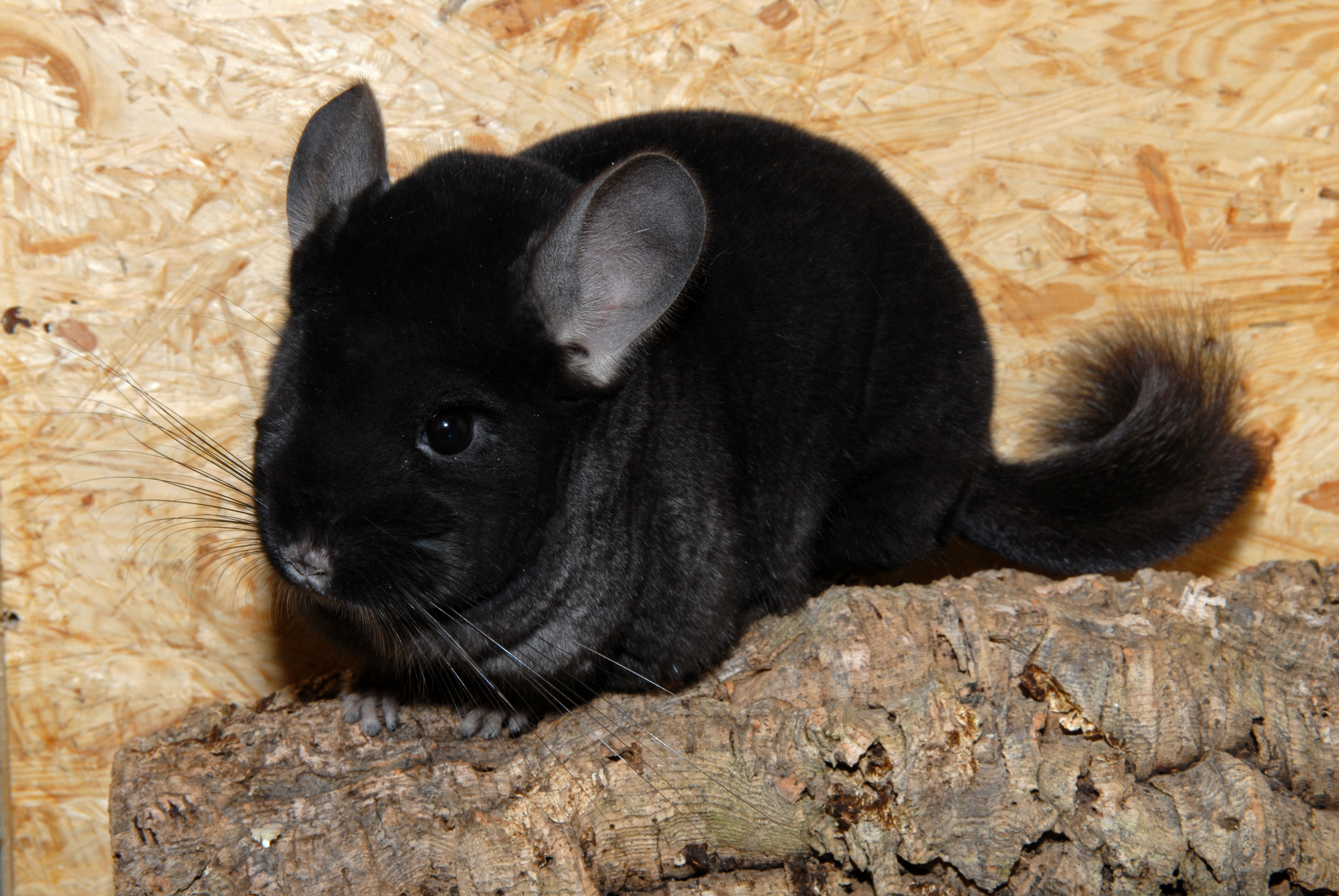
Xinxilla mutant amb el pelatge «vellut de banús»

Finalment, «xinxilla» també podria venir de les paraules quítxues xin ('silenciós') i sinchi ('fort', 'coratjós'), a les quals s'afegeix el diminutiu -lla. En conjunt, el nom significaria 'animaló fort i silenciós'.

## Taxonomia

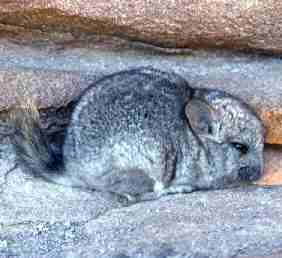
C. chinchilla

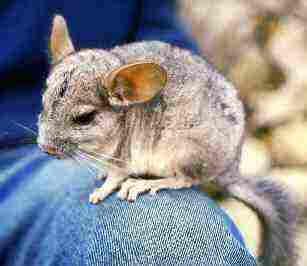
C. lanigera

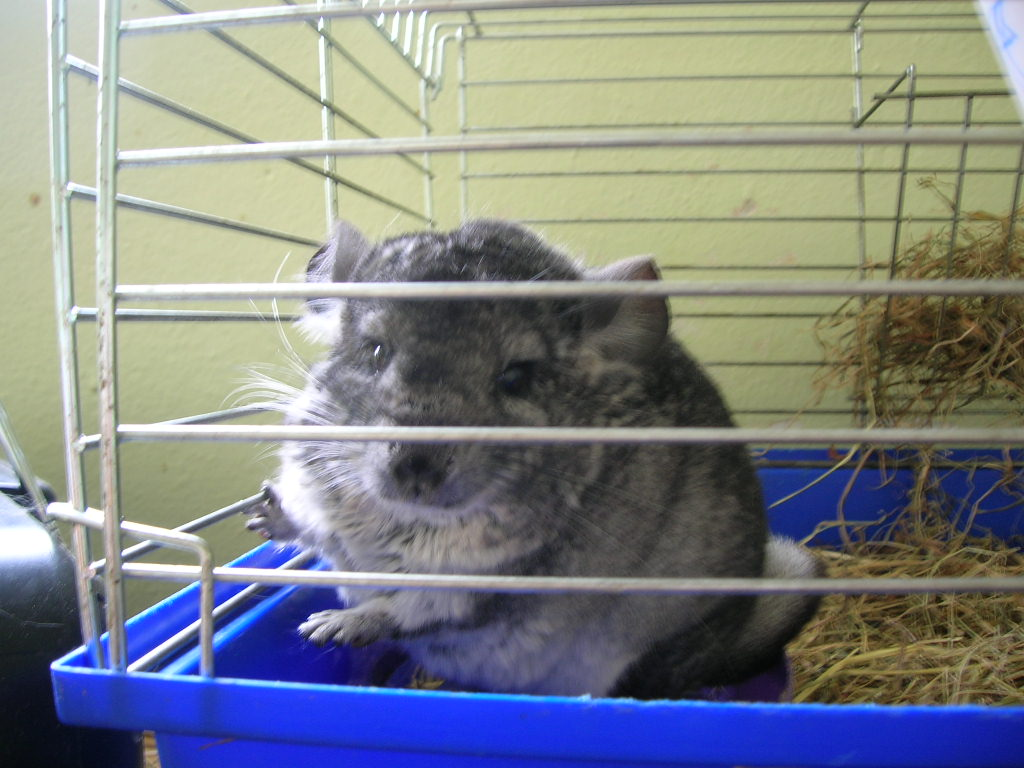
Xinxilla domèstica

La taxonomia de les xinxilles encara és objecte de debat. L'extinció de les espècies salvatges seria un greu obstacle per la resolució d'aquesta qüestió.
El nom genèric Chinchilla, Bennett, 1829, sovint discutit, és el nom llatí més utilitzat. En el passat, les xinxilles han estat assignats a molts altres tàxons: Mus, Linnaeus, 1758 (Molina, 1782); Lemmus, Link, 1795 (Tiedemann, 1808); Cricetus, Leske, 1779 (E.Geoffroy St.-Hilaire, 1803); Eriomys Lichtenstein, 1830; Callomys d'orbigny i Geoffroy St.-Hilaire, 1830; Aulacodus Temminck, 1827 (Kaup, 1832) i Lagostomus Brookes, 1828 (Cuvier, 1830).
La divisió d'aquest gènere en espècies i subespècies també ha estat molt discutida des del segle xix. Alguns autors en reconeixen una única espècie (Albert, 1901; Sage, 1913; Bowman, 1924; Bidlingmaier, 1937), mentre que d'altres reconeixen una o més subespècies de l'espècie C. lanigera (Walker, 1968; Pine et al., 1979) o de l'espècie C. chinchilla: (Osgood, 1943; Man, 1978).
El punt de vista més estès és que el gènere Chinchilla, Bennett, 1829, inclou dues espècies salvatges: C. chinchilla, Waterhouse, 1848 i C. lanigera, Molina, 1782.
Les autoritats més recents també identifiquen dues espècies: Chinchilla lanigera i Chinchilla chinchilla (Cabrera, 1961; Corbet i Hill, 1980; Woods, 1993; Monoz-Pedreros, 2000). Aquesta distinció encaixa amb les dades moleculars recents i, el 2003, Valladares i Spotorno demanaren a la Comissió Internacional de Nomenclatura Zoològica el reanomenament de dues espècies: validar l'antic nom Mus laniger (Molina, 1782) en lloc de Chinchilla laniger (Molina, 1782) i validar l'antic Eriomys chinchilla, Lichtenstein, 1830 en lloc de Chinchilla chinchilla Waterhouse, 1848. Aquesta petició encara no ha rebut resposta.
Generalment, els científics consideren la xinxilla domèstica com a híbrid resultant de l'encreuament de C. laniger i C. chinchilla en captivitat. Al laboratori, en canvi, se la designa com a C. laniger, sense distingir entre l'espècie salvatge i els descendents d'animals en captivitat.
Aquesta distinció entre xinxilla domèstica i les espècies salvatges és essencial dins el marc de les reglamentacions internacionals, car tenen estipulacions diferents pels exemplars en captivitat i els animals salvatges, que estan protegits.
La xinxilla domèstica sorgí de l'encreuament progressiu de les espècies salvatges per part de criadors de xinxilles, però és molt més propera a C. lanigera que a C. chinchilla, que és molt més rara. Es tracta d'un animal adaptat a la captivitat i conegut generalment amb el nom vulgar «xinxilla». L'objectiu original dels primers criadors era la producció de pells, però la xinxilla domèstica també ha servit com a animal de laboratori i, més recentment, com a animal de companyia. Els criadors n'han creat de molts colors diferents, tot i que començaren a criar-les fa menys d'un segle.

## Descripció

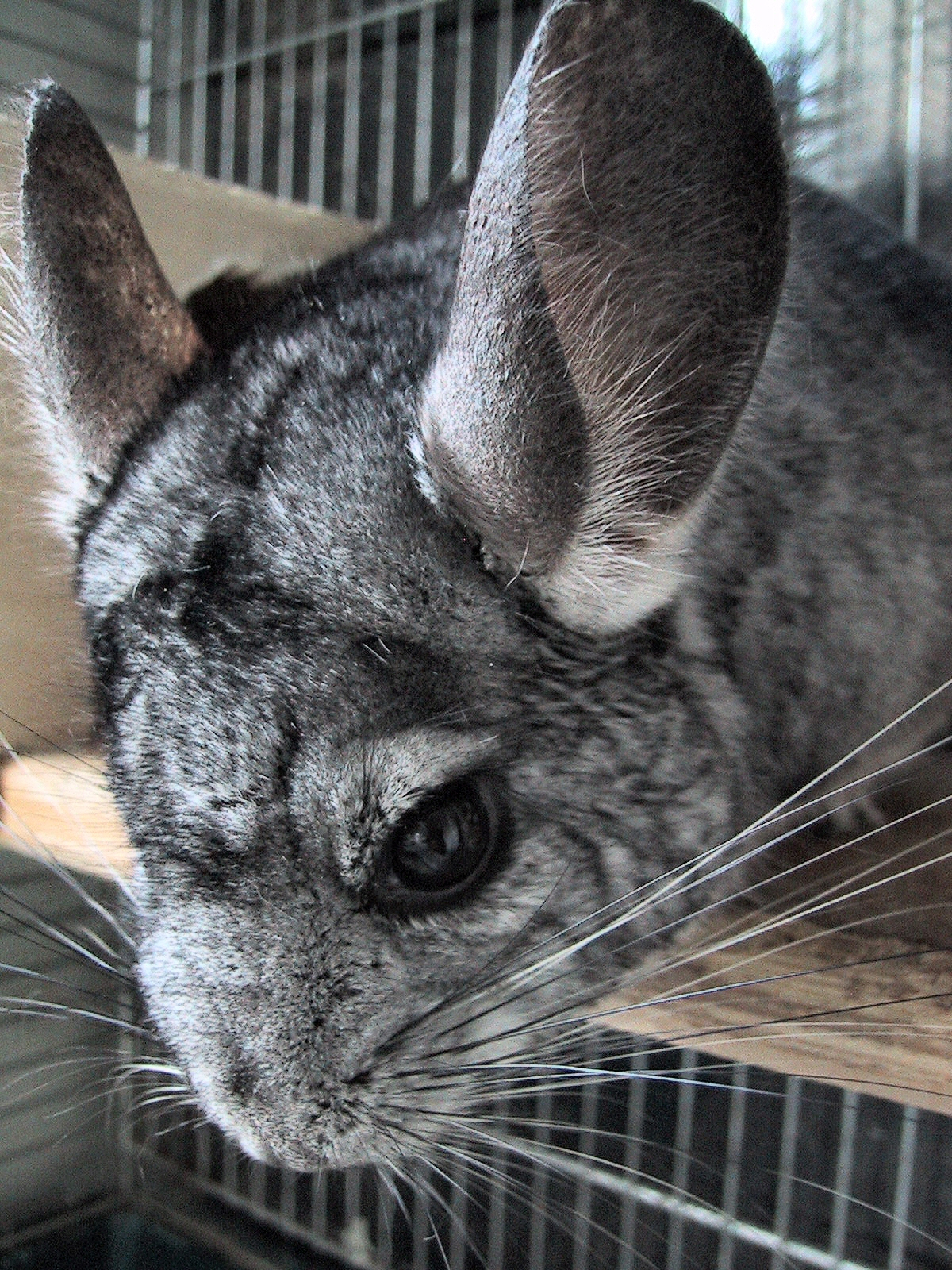
Cap d'una xinxilla domèstica adulta. Cal destacar-ne el desenvolupament de les vibrisses, els ulls i les orelles, que representa una adaptació a la nocturnalitat.

Les xinxilles són animals nocturns amb els ulls grossos i negres, orelles amb les bul·les timpàniques ben desenvolupades i llargs bigotis que els permeten orientar-se entre les roques en la foscor. Tenen un pelatge particularment espès que limita l'evaporació a regions on la temperatura varia molt de la nit al dia. Mentre que, en els humans, cada fol·licle pilós porta un únic pèl, en les xinxilles, cadascun en porta més de cinquanta.
Es tracta del pelatge més espès de totes les espècies terrestres, amb 20.000 pèls per centímetre quadrat. Al seu hàbitat àrid, les xinxilles fan el niu a cavitats i entre arbustos espinosos, i cuiden el pelatge banyant-se en pols volcànica.
Gràcies a una dentadura en constant creixement i un sistema digestiu adaptat (amb el cec i un còlon particularment desenvolupats i favorables a la flora bacteriana), les xinxilles poden tolerar la seva dieta, molt rica en fibres. Al contrari del que diu un mite ben estès, fins i tot dins de la comunitat científica, la xinxilla no és cecòtrofa: no reingereix habitualment els seus excrements, sinó que només seria un copròfag condicional.

## Reproducció
Les xinxilles poden viure uns deu anys en estat natural i vint anys o més en captivitat. La xinxilla més vella coneguda tenia 27 anys el 2008. Les xinxilles es reprodueixen lentament en comparació amb altres rosegadors. Assoleixen la maduresa sexual a l'edat de vuit mesos i les femelles tenen una mitjana de dues ventrades per any, generalment amb dues cries per ventrada. Les cries neixen després d'un període de gestació d'almenys 110 dies, amb el cos cobert de pèl i els ulls oberts.

## Comportament
Les xinxilles salvatges han patit un declivi molt important. Tanmateix, algunes rares observacions permeten fer-se una idea de la seva morfologia i el seu comportament. Les xinxilles domèstiques heretaren les característiques dels seus avantpassats. Per més detalls, vegeu els articles de cada espècie i varietat.
Aquests rosegadors de la mida d'un petit conill estan perfectament adaptats al seu mode de vida en un hàbitat hostil.

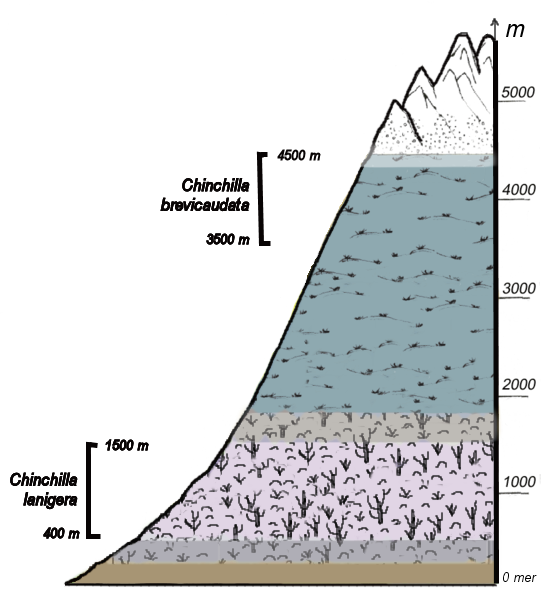
L'habitat de cadascuna de les espècies de xinxilla salvatge als Andes.

### Comportament social
Les xinxilles són originàries de la serralada dels Andes, on viuen a 4.500 m d'altitud o més en zones rocalloses desèrtiques. Antigament, vivien en grups familiars de centenars d'exemplars, però a mesura que les poblacions van disminuint, es tendeix a reduir cada vegada més la mida de les colònies conegudes de C. lanigera. Les femelles són més grosses que els mascles i tenen el paper dominant. Hi ha opinions divergents sobre la possibilitat que siguin animals monògams.
Per comunicar-se, emeten una varietat de sons i de petits crits, a més de carrisquejar les dents. El ventall de sons que fan servir per expressar-se abasta des del refilet reposat i afectuós que fan a una parella potencial fins al lladruc fort i agressiu que fan quan se senten amenaçades. Les cries solen saludar els pares amb un refilet molt agut, que normalment significa que tenen gana. El primer estudi científic dels sons de les xinxilles en el seu ambient social fou el de la Dra. Juliana Bartl. Com que són nocturnes, habitualment fan vocalitzacions a la matinada.
Les xinxilles poden deixar anar rajos d'orina o una forta pudor si són atacades. Els conflictes són poc habituals si les xinxilles tenen prou espai.

### Dieta
Les xinxilles beuen aigua de la rosada i mengen aliments variats que agafen amb les potes anteriors, que són prènsils. La seva dieta és principalment vegetariana (herba, cactus, fruites, etc.) Es mengen qualsevol vegetal comestible, però a vegades també poden consumir insectes. Això representa una adaptació a les estacions i períodes secs.

### Predadors i altres amenaces

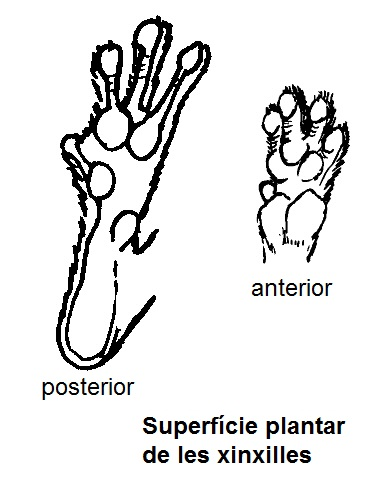
Superfície plantar d'una xinxilla domèstica

Com a petits herbívors que són, les xinxilles són preses típiques. Les seves petites incisives de color taronja i les seves potes amb dits parcialment atrofiats (a les potes anteriors, quatre dits funcionals i un dit atrofiat, a les posteriors, tres dits funcionals i un dit atrofiat) i dotats d'urpes molt curtes no són suficients per protegir-les.
La seva defensa es basa a fugir de l'enemic. Les potes posteriors, més desenvolupades que les anteriors i dotades de coixinets antiderrapatge, juntament amb una cua espessa i gruixuda, els permeten posar-se a dues potes per mirar ben lluny, saltar, botar a l'estil dels cangurs i enfilar-se a les parets rocoses per fugir ràpidament al més mínim senyal de perill. El pelatge d'aquest rosegador cau en forma de pelusses i la cua se li trenca fàcilment per ajudar-la a fugir dels pocs depredadors naturals que té (aus de presa, guineus i marts).
La xinxilla és un exemple clàssic d'espècie amenaçada per les activitats humanes en què després s'intenta protegir les poblacions salvatges quan possiblement ja és massa tard. El 3 de març del 1973 s'afegí la xinxilla a l'Apèndix I del CITES, anomenada també «Convenció de Washington»:
| «                     | Chinchilla spp. [les disposicions de la convenció no concerneixen els exemplars de la forma domèstica, només les xinxilles salvatges]. El comerç d'exemplars d'aquestes espècies ha d'estar sotmès a una reglamentació particularment estricta per tal de no posar-ne en perill la supervivència; no ha d'estar autoritzat més que en condicions excepcionals. | » |
| — Apèndix I del CITES | |   |

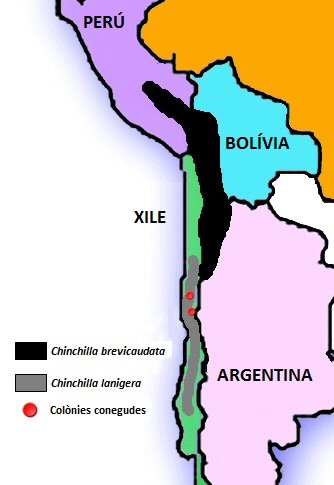
Antiga difusió de C. lanigera i C. chinchilla, amb les poblacions actuals conegudes.

Les espècies salvatges gaudeixen d'una protecció i una política de conservació específiques. C. chinchilla és classificada com a espècie «en perill crític» i C. lanigera com a «vulnerable» per la Unió Internacional per a la Conservació de la Natura (UICN), que reconeix que «la caça de xinxilles continua» i que C. chinchilla (que té el pelatge més desitjat) encara és perseguida.
Tot i que és un animal protegit i que s'han creat reserves naturals, la població de xinxilles salvatges no deixa de minvar. Això és degut probablement a l'acció conjunta de la pertorbació del seu hàbitat, els depredadors i les malalties.
Fins ara, la cria en captivitat no ha donat resultats positius. Han fracassat els intents de reintroduir a Xile xinxilles criades en captivitat, igual que els intents d'introduir-la a Califòrnia, el Tadjikistan o Xile.
D'altra banda, la xinxilla domèstica, criada amb èxit des del 1923, està estesa arreu del món. És fàcil de criar fins i tot pels particulars. El seu estatus de protecció com a animal de pell difereix d'un país a l'altre. La protecció de les xinxilles també depèn de la descoberta de productes de substitució com ara l'orylag, un conill criat expressament per obtenir-ne una pell similar a la de les xinxilles.

## Filogènesi i història

### Filogènesi
S'han trobat restes fòssils d'avantpassats de les xinxilles a Sud-amèrica en estrats que van des de l'Eocè superior fins al Plistocè, cosa que indica que han viscut en aquesta regió des de fa aproximadament cinquanta milions d'anys.
Les xinxilles sempre han romàs a la part dels Andes que voreja la costa occidental de Sud-amèrica, a causa de les barreres naturals i els depredadors.

### Caça tradicional
Originalment, les xinxilles estaven molt esteses pels Andes centrals i les muntanyes adjacents. El 1864 encara s'hi podien observar centenars de xinxilles poc ferotges pujant i baixant amb una rapidesa sorprenent les escarpades parets rocoses.
Quant a l'època precolombina, l'ús del pelatge de les xinxilles es remunta a ben abans de l'Imperi Inca, però també se les caçava per la carn i com a animal de companyia. Els xinxes l'utilitzaven per fer roba i en filaven els pèls per teixir mantes. Quan foren derrotats pels inques, aquests últims reservaren l'ús dels pèls de xinxilla per les túniques de cerimonials reials.
Els conquistadors espanyols descobriren la suavitat del pelatge de xinxilla i, al segle xviii, començaren a exportar pells cap a Espanya.

### Caça intensiva
El pelatge extremament suau i dens de les xinxilles, el més espès de tots els mamífers terrestres (20.000 pèls per cm²), és alhora causa de la fama (és un dels més preuats) i de la desaparició de l'animal, que gairebé ha estat exterminat per la caça intensiva. La llúdria marina, que supera el seu rècord amb 150.000 pèls per cm², patí una sort similar a la mateixa època i pels mateixos motius.
La caça intensiva per part dels chinchilleros començà el 1828 al nord de Xile, on assolí a la primera dècada del segle XX uns 1,5 milions de xinxilles per any, alhora que en destruïa l'hàbitat. El 1917, les xinxilles ja gairebé havien estat exterminades. Se n'exportaven pells principalment als Estats Units, Anglaterra, França i Alemanya.
A partir del 1890, es començà a prendre consciència del risc que s'extingís, car la xinxilla es reprodueix amb menys rapidesa que altres rosegadors. El 1898 se'n reglamentà la caça, amb poc èxit.
El 1900, el director del Centre d'Investigació Zoològica i Botànica de Santiago de Xile demanà al govern que protegís les xinxilles. La petició fou rebutjada pel govern, que considerava que encara eren molt nombroses.
El 1910, els principals exportadors signaren un tractat per prohibir la caça i l'exportació de les xinxilles, l'únic efecte del qual fou encarir-ne les pells. De fet, vers el 1913, amb un únic animal al més, els «chinchilleros» guanyaven més que treballant a les mines. El 1929, les pells es venien per fins a 170 dòlars per unitat i els comerciants de pells començaren a demanar pells «a qualsevol preu». Entre el 1840 i el 1916 s'exterminaren més de 21 milions de xinxilles.
El 1929 es promulgà una llei de protecció que no s'aplicà estrictament fins al 1983, amb la creació d'una reserva nacional a Xile. La caça de C. lanigera durà fins al 1968, no només pel seu pelatge sinó també per a renovar el patrimoni gènic dels criadors de xinxilles, que es multiplicaven en aquella època. Això contribuí a reduir-ne encara més les poblacions salvatges.

## Investigació científica
La xinxilla sovint es fa servir com a animal model en la investigació del sistema auditiu, car el seu rang auditiu (20 Hz a 30 kHz) i la seva mida coclear són similars als dels humans i la còclea és de fàcil accés. Altres camps de la investigació en què s'utilitza la xinxilla com a animal model són l'estudi de la malaltia de Chagas, malalties gastrointestinals, la pneumònia, la listeriosi i infeccions per Yersinia i Pseudomonas.